# Lisa Pariente
Pour les articles homonymes, voir Pariente.
 (janvier 2023).
Lisa Pariente est une chanteuse française et une vidéaste web.  

## Génèse
Elle se fait connaître sur YouTube, sur la vidéo cover de la chanson Dance Monkey traduit en français au piano, elle a été vue par plus de 5 millions de personnes en 2023, elle est sortie le 16 décembre 2019
Sa chaîne YouTube recueille plus de 310 000 abonnées, elle se résume en plusieurs vidéos reprise de chansons et des chansons anglaise traduit en français par elle,.
En mars 2021, elle sort son premier single 1 2 3.
En juin 2021, elle sort un second single qui s'intitule Garce
Par la suite, elle commence les concerts, en commençant par Paris le 17 novembre 2021 et se produit dans d'autres villes (Lille, Lyon...), elle à fait également les premières parties des concerts comme Amel Bent ou Pierre De Maere ,,

## Discographie

### Singles
- 2021 : 
  - 1 2 3 (17 Mars)
  - Garce (18 Juin)
  - A l'envers (26 Novembre)
- 2022 : 
  - Belle (4 Octobre)
- 2023 :
  - Chère petite moi (11 Avril)
- 2024 : 
  - Ta couleur préférée (27 Mars)
  - Les bonbons (14 Mai)
  - Je m'en fous
  - Décevoir
- 2025 : 
  - Pas banale (14 Mai)

### Reprise, Traduction & Parodie surYouTube
- 2018
  - Reprise :
    - "Balance ton quoi" d'Angèle
    - "Natasha" de Gaelle Garcia Diaz
    - "Trop beau" de Lomepal
- 2019
  - Reprise : 
    - "Roi" de Bilal Hassani
    - "Oulala" de Chilla

  - Traduction en  Français 
    - "Old Town Road" de Lil Nas X
    - "Dance Monkey" de Tones and I
    - "Everything I Wanted" de Billie Eilish
    - "Trampoline" de Shaed & Zaynn
- 2020
  - Parodie
    - "Casse toi" adapté de "Avant toi" de Vitaa et Slimane
    - "Corona song" adapté de "Chandelier" de Sia
    - "Confinement song" adapté de PillowTalk de Zayn
    - "Deconfinement song" adapté de Wrecking Ball de Miley Cyrus
    - "Pas jalouse" adapté de Savage Love de Jason Derulo
    - "Reconfinement" adapté de "Believer" de Imagine Dragons
    - "J'aime pas Noël" adapté de Therefore I am de Billie Eilish

  - Reprise
    - "Ma vie" de Dadju
    - "Facetime" de Mister V
    - "Lettre à une femme" de Ninho

  - Traduction en  Français
    - "Blinding Lights" de The Weeknd
    - In your eyes de The Weeknd
    - You broke me first de Tate McRae
    - Fever de Dua Lipa & Angèle (Traduction en  Anglais pour le couplet d'Angèle)

  - Traduction en  Anglais
    - "Anissa" de Wejdene
- 2021
  - Traduction en  Français
    - Snowman de Sia
    - Driver License de Olivia Rodrigo
    - Montero de Lil Nas X
    - Save Your Tears de The Weeknd
    - Easy on me de Adele

  - Parodie
    - Seule à la Saint Valentin adapté de Who's Laughing Now de Ava Max
    - Nouvel An confiné adapté de Titanium de David Guetta & Sia
- 2022
  - Traduction en  Français
    - ABCDEFU de Gayle
    - Infinity de James Young
    - As it Was de Harry Styles
    - About damn time de Lizzo
    - Glimpse of us de Joji
    - Made You Look de Meghan Trainor
- 2023
  - Traduction en  Français
    - Flowers de Miley Cyrus
    - Tattoo de Loreen
    - What was I made for de Billie Eilish
    - Vampire de Olivia Rodrigo

  - Reprise
    - Decrescendo de Lomepal (supprimé depuis)